# Don't Go Where the Road Don't Go
Don't Go Where the Road Don't Go è un brano di Ringo Starr, pubblicato sul suo album Time Takes Time del 1992; è stato composto dal batterista, accreditato con il suo vero nome di Richard Starkey, Johnny Warman e Gary Grainger.

## Il brano

### Composizione e registrazione
Venne prodotto da Don Was; il fonico era Ed Cherney. Was ha prodotto, nello stesso album, anche Weight of the World, Don't Know a Thing About Love, I Don't Believe You, In a Heartbeat e What Goes Around. Invece, il trio che ha composto il pezzo non ha scritto nient'altro assieme; Ringo e Warman hanno collaborato ad After All These Years. Il testo contiene un riferimento a It Don't Come Easy, pubblicata come singolo da Starr nel 1971.

### Pubblicazione
In Germania venne pubblicato su due differenti versioni di singolo, entrambe distribuite dalla Private Music a partire dal 21 settembre 1992, quindi poco meno di quattro mesi dopo l'uscita di Time Takes Time:
- Un maxi singolo contenente, oltre Don't Go Where the Road Don't Go, Don't Know a Thing About Love[1] e l'outtake Everyone Wins, in questo caso intitolata Everybody Wins; il numero di serie era 74321 11369 2
- Un singolo a 7", avente sul lato B Don't Know a Thing About Love; il numero di catalogo era 74321 11369 7[1]

Il singolo stava per essere pubblicato anche negli USA, ma venne cancellato all'ultimo minuto, il 3 luglio. Everyone Wings venne registrata nuovamente per l'album Y Not del 2010.
Don't Go Where the Road Don't Go venne pubblicata in numerosi album live:
- Ringo Starr and His All Starr Band Volume 2: Live from Montreux del 1994
- The Anthology...So Far del 2000
- King Biscuit Flower Hour Presents Ringo & His New All-Starr Band del 2002
- Ringo Starr and Friends del 2006[7]

## Tracce singolo

### Maxi singolo
1. Don't Go Where the Road Don't Go – 3:20 (Richard Starkey, Johnny Warman, Gary Grainger)
2. Don't Know a Thing About Love – 3:49 (Richard Feldman, Stan Lynch)
3. Everybody Wins – 4:38 (Richard Starkey, Johnny Warman)

Durata totale: 11:47

### Singolo 7"
1. Don't Go Where the Road Don't Go – 3:20 (Richard Starkey, Johnny Warman, Gary Grainger)
2. Don't Know a Thing About Love – 3:49 (Richard Feldman, Stan Lynch)

Durata totale: 7:09

## Formazione
- Ringo Starr: voce, batteria, percussioni
- Mark Goldenberg: chitarra
- James Hutchinson: basso elettrico
- Benmont Tench: tastiere
- Andrew Sturmer: cori
- Roger Manning: cori
- Doug Fieger: cori
- Berton Averre: cori[1]